# 金古聖司
金古 聖司（かねこ せいじ、1980年5月27日 - ）は、福岡県三潴郡（現：久留米市）出身の元サッカー選手。ポジションはセンターバック。

## 来歴
1997年、東福岡高校2年生の時に、史上初の高校3冠を達成。当時の東福岡には、本山雅志や古賀誠史、古賀大三などの豊富な攻撃陣に加え、金古と千代反田充という二人の2年生が守備を固めていた。そんな中、第76回全国高校選手権ではDFながら得点王を獲得し、高校サッカーの特集雑誌の記事では「スペースと人を同時にケアできる希有な才能を持つ国際級のDF」と、最高レベルの評価を受けた。高校3年時には、アジアユース選手権にレギュラーとして出場。その1ヶ月後に行われたアジア大会のU-21代表にも高校生ながら選出された。1998年の全国高校選手権では2連覇を達成。
1999年にナイジェリアで開かれたワールドユース選手権でも、それまでの実績から主力として期待されていた。しかし、強化合宿中の練習試合に出場した際に、膝を負傷。当初は軽症と思われたが、日本へ帰国後の検査結果で、「左膝十字靭帯断裂及び、左膝半月板損傷」という結果だった。全治1年と診断され、1999年に入団した鹿島アントラーズでのプロ1年目のシーズンを全く出場機会のないままに終える。以後、大小様々なケガに見舞われている。
2004年は、レギュラーだった秋田豊が名古屋に移籍したこともあり、レギュラーを掴み、自身最多のリーグ戦出場を果たした。しかし同年に入団し、"ポスト秋田"として台頭した岩政大樹にポジションを奪われ、その後の出場機会を失った。2005年シーズン途中にヴィッセル神戸へ期限付き移籍し、2006年にはアビスパ福岡に期限付き移籍した。福岡では東福岡高校時代のチームメイトである千代反田充と再び同じチームでDFラインを形成したが、2007年の序盤に出場機会を失い、名古屋グランパスに期限付き移籍するもポジション獲得はならなかった。2008年に鹿島へ復帰したが出場機会はなく、同年限りでの鹿島からの退団が発表された。
2009年、新天地となるシンガポール・Sリーグのタンピネス・ローバースFCへ移籍した。その後7年間東南アジアでプレーし、2015年限りで現役を引退した。
引退後、2016年4月から本庄第一高等学校の事務職員兼監督に就任している。2021年からはいわゆる代理人業に転じ、株式会社アストニックに所属。並行してスポーツ選手のコンディション管理に特化したSaaSである「ONE TAP SPORTS」を運営する株式会社ユーフォリアで営業を担当している。

## 所属クラブ
ユース経歴
- 1996年 - 1998年 東福岡高校

プロ経歴
- 1999年 - 2008年  鹿島アントラーズ
  - 2005年8月 - 2006年1月  ヴィッセル神戸 (期限付き移籍)
  - 2006年 - 2007年  アビスパ福岡 (期限付き移籍)
  - 2007年3月 - 12月  名古屋グランパスエイト (期限付き移籍)
- 2009年 - 2011年  タンピネス・ローバースFC (Sリーグ)
- 2012年  ミトラ・クカールFC (リーガ・インドネシア)
- 2013年  タンピネス・ローバースFC (Sリーグ)
- 2014年  アーントーンFC (タイ・ディヴィジョン1リーグ)
- 2015年  ヤンゴン・ユナイテッドFC (ミャンマー・ナショナルリーグ)

## 個人成績
| 国内大会個人成績 | 国内大会個人成績       | 国内大会個人成績 | 国内大会個人成績 | 国内大会個人成績 | 国内大会個人成績 | 国内大会個人成績 | 国内大会個人成績 | 国内大会個人成績 | 国内大会個人成績 | 国内大会個人成績 | 国内大会個人成績 |
| 年度             | クラブ                 | 背番号           | リーグ           | リーグ戦         | リーグ戦         | リーグ杯         | リーグ杯         | オープン杯       | オープン杯       | 期間通算         | 期間通算         |
| 年度             | クラブ                 | 背番号           | リーグ           | 出場             | 得点             | 出場             | 得点             | 出場             | 得点             | 出場             | 得点             |
| 日本             | 日本                   | 日本             | 日本             | リーグ戦         | リーグ戦         | リーグ杯         | リーグ杯         | 天皇杯           | 天皇杯           | 期間通算         | 期間通算         |
| ---------------- | ---------------------- | ---------------- | ---------------- | ---------------- | ---------------- | ---------------- | ---------------- | ---------------- | ---------------- | ---------------- | ---------------- |
| 1999             | 鹿島                   | 22               | J1               | 0                | 0                | 0                | 0                | 0                | 0                | 0                | 0                |
| 2000             | 鹿島                   | 15               | J1               | 10               | 0                | 0                | 0                | 0                | 0                | 10               | 0                |
| 2001             | 鹿島                   | 15               | J1               | 8                | 1                | 2                | 0                | 0                | 0                | 10               | 1                |
| 2002             | 鹿島                   | 15               | J1               | 3                | 0                | 0                | 0                | 0                | 0                | 3                | 0                |
| 2003             | 鹿島                   | 15               | J1               | 2                | 0                | 1                | 0                | 0                | 0                | 3                | 0                |
| 2004             | 鹿島                   | 3                | J1               | 22               | 3                | 5                | 0                | 0                | 0                | 27               | 3                |
| 2005             | 鹿島                   | 3                | J1               | 0                | 0                | 0                | 0                | -                | -                | 0                | 0                |
| 2005             | 神戸                   | 38               | J1               | 10               | 0                | -                | -                | 1                | 1                | 11               | 1                |
| 2006             | 福岡                   | 4                | J1               | 18               | 1                | 5                | 0                | 1                | 0                | 24               | 1                |
| 2007             | 福岡                   | 4                | J2               | 0                | 0                | -                | -                | -                | -                | 0                | 0                |
| 2007             | 名古屋                 | 20               | J1               | 0                | 0                | 2                | 0                | 0                | 0                | 2                | 0                |
| 2008             | 鹿島                   | 32               | J1               | 0                | 0                | 0                | 0                | 0                | 0                | 0                | 0                |
| シンガポール     | シンガポール           | シンガポール     | シンガポール     | リーグ戦         | リーグ戦         | リーグ杯         | リーグ杯         | シンガポール杯   | シンガポール杯   | 期間通算         | 期間通算         |
| 2009             | タンピネス             | 18               | Sリーグ          | 29               | 5                | 3                | 1                | 3                | 0                | 35               | 6                |
| 2010             | タンピネス             | 18               | Sリーグ          | 30               | 2                | 1                | 0                | 5                | 0                | 36               | 2                |
| 2011             | タンピネス             | 18               | Sリーグ          | 28               | 1                | 3                | 0                | 3                | 0                | 34               | 1                |
| インドネシア     | インドネシア           | インドネシア     | インドネシア     | リーグ戦         | リーグ戦         | リーグ杯         | リーグ杯         | オープン杯       | オープン杯       | 期間通算         | 期間通算         |
| 2011-12          | ミトラ・クカールFC     | 2                | スーパーリーグ   | 22               | 1                | -                | -                | -                | -                | 22               | 1                |
| シンガポール     | シンガポール           | シンガポール     | シンガポール     | リーグ戦         | リーグ戦         | リーグ杯         | リーグ杯         | シンガポール杯   | シンガポール杯   | 期間通算         | 期間通算         |
| 2013             | タンピネス             | 16               | Sリーグ          |                  |                  |                  |                  |                  |                  |                  |                  |
| タイ             | タイ                   | タイ             | タイ             | リーグ戦         | リーグ戦         | リーグ杯         | リーグ杯         | FA杯             | FA杯             | 期間通算         | 期間通算         |
| 2014             | アーントーン           | 14               | ディヴィジョン1  |                  |                  |                  |                  |                  |                  |                  |                  |
| ミャンマー       | ミャンマー             | ミャンマー       | ミャンマー       | リーグ戦         | リーグ戦         | リーグ杯         | リーグ杯         | オープン杯       | オープン杯       | 期間通算         | 期間通算         |
| 2015             | ヤンゴン・ユナイテッド | 12               | ナショナルリーグ |                  |                  |                  |                  |                  |                  |                  |                  |
| 通算             | 日本                   | 日本             | J1               | 73               | 5                | 15               | 0                | 2                | 1                | 90               | 6                |
| 通算             | 日本                   | 日本             | J2               | 0                | 0                | -                | -                | -                | -                | 0                | 0                |
| 通算             | シンガポール           | シンガポール     | Sリーグ          | 87               | 8                | 7                | 1                | 11               | 0                | 105              | 9                |
| 通算             | インドネシア           | インドネシア     | スーパーリーグ   | 22               | 1                | -                | -                | -                | -                | 22               | 1                |
| 通算             | タイ                   | タイ             | ディヴィジョン1  |                  |                  |                  |                  |                  |                  |                  |                  |
| 通算             | ミャンマー             | ミャンマー       | ナショナルリーグ |                  |                  |                  |                  |                  |                  |                  |                  |
| 総通算           | 総通算                 | 総通算           | 総通算           | 182              | 14               | 22               | 1                | 13               | 1                | 217              | 16               |

その他の公式戦
- 2001年
  - スーパーカップ 1試合0得点

国際大会
- アジアクラブ選手権 3試合0得点

Jリーグ
- 初出場 - 2000年3月25日 J1 1st 第3節 対アビスパ福岡戦 (博多の森球技場)
- 初得点 - 2001年5月6日 J1 1st 第8節 対清水エスパルス戦 (国立競技場)

## タイトル

### クラブ
高校
- 1997年 インターハイ 優勝、全日本ユース選手権 優勝、全国高校選手権 優勝
- 1998年 全国高校選手権 優勝

個人(高校)
- 全国高校選手権：得点王(1997)

プロ
鹿島アントラーズ
- Jリーグ：3回 (2000, 2001, 2008)
- Jリーグカップ：2回 (2000, 2002)
- 天皇杯：1回 (2000)
- ゼロックススーパーカップ：1回 (1999)
- A3チャンピオンズカップ：1回 (2003)

## 代表歴
- U-19日本代表
  - 1998年 AFCアジアユース選手権
- U-21日本代表
  - 1998年 アジア大会